# ثور هالورسن
ثور هالورسن (انگلیسی: Thor Halvorssen; ۹ مارس ۱۹۷۶) فعال حقوق بشر و تهیه‌کننده فیلم اهل ونزوئلا است. وی در خصوص سیاست‌های عمومی، حمایت از منافع عمومی، حقوق فردی و گروهی و آزادی مدنی و حمایت از دموکراسی مشارکت فعال دارد. (نیویورک تایمز) هالورسن را به این دلیل آدمی مستقل توصیف کرده که از افراد زیر دست و ناتوان حمایت می‌کند. از طرف دیگر بازفید اعلام کرد هالورسن علاقه زیادی به جبران بی‌عدالتی‌های بی‌شمار در جهان کنونی دارد، وی خود را متعهد به انجام این امر کرده است. هالورسن این وظیفه را با دیکتاتورهایی که در چشم‌انداز هستند دنبال می‌کند. برای او اهمیتی ندارد که این بی‌عدالتی‌ها توسط رژیم‌های «راست» یا «چپ» اعمال می‌شود. با این حال، به گفته روزنامه‌نگار کن کنراد :واضح است که سازمان بنیاد حقوق بشر در درجه اول به خاطر عملکرد بدخواهانه دولتهای ونزوئلا و بولیوی ایجاد شده است. علاوه بر این، نیویورک تایمز مؤسسه غیرانتفاعی فعال وی را به عنوان طرفدار تجارت، ضد کمونیست و حتی ضد محیط زیست توصیف کرده است.
هالورسن علاوه بر این بنیان‌گذار انجمن آزادی اسلو است، گردهمایی سالانه‌ای که اکونومیست آن را "جشنواره دیدنی حقوق بشر … در راه تبدیل شدن به یک معادل حقوق بشر در داووس توصیف کرده است. هالورسن همچنین رئیس بنیاد حقوق بشر است، سازمانی که به حقوق بشر و آزادی‌های جهانی اختصاص یافته است. او حامی جنبش صلح کودکان مستقر در جمهوری چک می‌باشد.
هالورسن در ماه مه ۲۰۱۰ مجله خبری چپ نروژی ان وای تید را خریداری کرد.
دیدگاه‌های هالورسن در نیویورک تایمز، وال‌استریت جورنال، واشینگتن پست، رادیو عمومی ملی (ان‌پی‌آر)، مجله تایم، نیشن و نشنال جورنال، منعکس می‌شود، وی همچنین در رسانه‌های تلویزیونی مانند (الجزیره (شبکه خبری))، (بی‌بی‌سی نیوز)، کانال فاکس نیوز برنامه دارد و در آوریلی فکتور و هنیتی و کولمز در تلویزیون ام‌اس‌ان‌بی‌سی و سی‌ان‌ان و برنامه هاردبال همراه با کریس ماتیو در(سی‌ان‌ان)، و اچ‌بی‌او نیز برنامه اجرا می‌کند. ثور هالورسن در اکتبر ۲۰۱۰ استاد (تد) در دانشگاه پنسیلوانیا بود.

## زندگی‌نامه
هالورسن در ونزوئلا متولد شد و مادرش هیلدا مندوزا است، از سلسله و نسل خویشاوندان اولین رئیس‌جمهور ونزوئلا، کریستوبال مندوزا و جبهه آزادیبخش سیمون بولیوار. پدرش ثور هالورسن هلوم بود که سفیر ونزوئلا در امور مبارزه با مواد مخدر در دولت (کارلوس آندرس پرز) بود و به عنوان بازرس ویژه در خارج از کشور در کمیسیون سنای ونزوئلا فعالیت می‌کرد. خانواده او مرفه بودند و از طریق خانواده پدری، او نوه آستین هالورسن می‌باشد. وی کنسولگری افتخاری نروژ را برعهده گرفت و به عنوان نماینده ونزوئلا خدمت کرد. وی یک مجموعه خانوادگی با شرکت‌هایی از جمله دانلوپ، آلفا لاوال و اریکسون ایجاد کرد، پسر عموی او لئوپولدو لوپز می‌باشد که یک سیاستمدار، فعال ونزوئلایی و یک زندانی سیاسی بود که پس از فراخوان اعتراضات مسالمت آمیز در فوریه ۲۰۱۴ آزاد شد.
هالورسن در (دانشگاه پنسیلوانیا) تحصیل کرد و از (انجمن فی بتا کاپا) و ماگنا کام لاود فارغ‌التحصیل شد، هالورسن مدرک کارشناسی و کارشناسی ارشد خود را همزمان در علوم سیاسی و تاریخ از دانشگاه پنسیلوانیا کسب کرد.

## زندانی شدن پدر
پدر هالورسن، همچنین ثور هالورسن نام داشت، تاجر ثروتمندی بود که مدیرعامل تلویزیون دولتی ونزوئلا CANTV به‌شمار می‌رفت. در ۱۹۸۹، کارلوس آندرس پرز، رئیس‌جمهور وقت، هالورسن پدر را به عنوان «سفیر مبارزه با مواد مخدر ونزوئلا» منصوب کرد.
در ۱۹۹۳ هنگامی که هالورسن دانشجوی سال اول دانشگاه پنسیلوانیا بود، پدرش پس از انفجار گروهی از تروریست‌ها که در بمب‌گذاری‌های شش‌گانه در اطراف پایتخت در کاراکاس دست داشتند، دستگیرشده و به قتل متهم شد. در این ماجرا تروریست‌های «یاپی» طی توطئه‌ای برای او پاپوش درست می‌کنند زیرا ظاهراً طراحان آن بانکداران و دیگر نخبگان صرافی و طلا بودند و در این داستان گمان داشتند و امیدوار بودند تا وحشت ناشی از بمب‌ها و ایجاد ترس و تشکیک در بازار سهام به سود آنها کمک می‌کند. پدر هالورسن در اسارت ۷۴روزه خود در زندان کاراکاس به اتهام تروریسم مورد ضرب و شتم قرار گرفت. هالورسن رهبری کمپین آزادی پدرش را بر عهده گرفت و از عفو بین‌الملل کمک خواست تا همراه با سایر سازمان‌های بین‌المللی اعتراضاتی را دنبال کنند. پدر هالورسن سرانجام از همه اتهاماتی که به او زده بودند تبرئه و بی گناه شناخته شد. پس از آزادی، جامعه بین‌المللی حقوق بشر او را به عنوان مدیر کمیته پان آمریکایی خود منصوب کرد.

## تیراندازی به مادر
در حالی که هیلدا مندوزا دنهام، مادر هالورسن که به عنوان یک سوژه انگلیسی در اعتراضی مسالمت آمیز در فراخوان به همه‌پرسی ونزوئلا ۲۰۰۴ شرکت داشت، مورد اصابت گلوله قرار گرفت. تصاویری از حامیان دولت که به سمت تظاهرکنندگان شلیک می‌کردند با پخش زنده تلویزیونی ثبت شد. افراد مسلح بعداً دستگیر، محاکمه، و سپس احکامشان لغو شد، امادر محاکمه دوباره مجرم شناخته شدند و به جرم قتل و جرح به ۳سال زندان محکوم شدند. اما آنها پس از گذراندن شش ماه زندان آزاد شدند.

## فعالیت
هالورسن دارای تخصص در زمینه دیکتاتوری، (قاچاق انسان)، بردگی و تهدید به دموکراسی است. او به‌طور گسترده در زمینه حقوق بشر از جمله در دانشکده حقوق (مدرسه حقوق هاروارد)، نیویورک سیتی جانتو، انجمن ملل متحد در نیویورک و مؤسسه امریکن انترپرایز سخنرانی کرده است. هالورسن همچنین در پارلمان بریتانیا سخنرانی نمود. او در برابر کمیسیون حقوق غیرقابل انکار وزارت خارجه ایالات متحده آمریکا در کنار مارتا مینو رئیس دانشکده حقوق هاروارد در برابر استماع کمیسیون حقوق غیرقابل انکار وزارت خارجه ایالات متحده شهادت داد.
هالورسن در برابر کنگره ایالات متحده نیز شهادت داد که وی هدف کمپین اسمیر توسط فیوژن GPS بوده است. هالورسن در ژوئیه ۲۰۱۷ شهادت خود را به کمیته قضایی سنای ایالات متحده ارائه کرد.

### تعامل با روزنامه‌نگاران
مت کنارد روزنامه‌نگار اسبق روزنامه فایننشال تایمز در کتاب «راکت» (۲۰۱۵) نوشت: اتفاقا ثور هالورسن بلافاصله پس از اینکه من درخواست کردم با فایننشال تایمز در مورد سوابق کاری‌ام صحبت کنم، در خصوص ظاهر رادیکال من با فایننشال تایمز تماس گرفت و موجبات خروج من از روزنامه را تسهیل کرد.

### فناوری‌های لوسنت
در ۱۹۹۹، هالورسن رهبری کمپینی را برعهده گرفت که بر اساس آن در نشست سالانه سهامداران کمپانی لوسنت درخواست پیشبرد یک سیاست ضد برده‌داری را مطرح کرد. بر اساس آن لوسنت از چین می‌خواست تا محصولات لوسنت از نیروی برده‌داری تأمین نشود، زیرا ادعا شده بود اردوگاه‌های لائوگای چین هشت میلیون مرد، زن و کودک را در ۱۱۰۰ کارخانه دربردارند که شامل مزرعه و سایر تأسیسات تولیدکننده است و طیف وسیعی از محصولات مصرفی را زندانیان تولید می‌کنند.

### بنیاد حقوق فردی در آموزش و پرورش
در ۱۹۹۹ هالورسن اولین مدیر و مدیر اجرایی بنیاد حقوق فردی در آموزش و پرورش (FIRE) شد، که سازمانی بود برای آزادی‌های مدنی در ایالات متحده. هالورسن به عنوان رئیس این سازمان ائتلافی را تشکیل داد تا سازمان‌های حامی محافظه کار و آزادیخواه مانند بنیاد میراث، فمینیست‌ها برای بیان آزاد، انجمن عقاب و بیشتر مدافعان آزادی بیان سنتی مانند سازمان (ACLU) را گرد هم بیاورد. هالورسن به تجربه سابقه دفاع از افراد در طیف‌های چپ و راست سیاسی را دارا بود.
هالورسن در ۲۰۰۱ اظهار داشت: «آزادی عقیده، گفتار و بیان برای یک جامعه آزاد و مترقی ضروری است. انکار یکی انکار موئر سایر آزادی‌ها را در برخواهد داشت. این حقایق مدت‌ها نادیده گرفته شده است، و در محیط‌های دانشگاهی ما به ایجاد یک جامعه آزاد خیانت شده است، در این صورت یک جامعه آزاد دیگر زنده نخواهد ماند.»

## بنیاد حقوق بشر
هالورسن در مارس ۲۰۰۴ از سمت خود در بنیاد حقوق فردی برای آموزش کناره‌گیری کرد و به شورای مشاوران خود پیوست و ایجاد یک گروه بین‌المللی جدید را اعلام نمود که تعریف حقوق بشر در ایجاد جنبش حقوق بشر مفهوم پیدا می‌کند و تمرکزش را بر حمایت از مفهوم دو کلمه آزادی در مقابل استبداد گذاشت. بنیاد حقوق بشر در ۲۰۰۵ تأسیس شد و مقر مرکزی خود را در شهر نیویورک قرار داد و این بنیاد در اوت ۲۰۰۶ افتتاح گردید. شورای بین‌المللی آن شامل ازجمله چندین زندانی عقیدتی معروف مانند الی ویزل، هری وو و ولادیمیر بوکوفسکی. همچنین شامل فعالان دموکراسی مانند ارت مارت لار و گری کاسپارف می‌باشد. رئیس آن واتسلاف هاول بود که تا زمان مرگش در دسامبر ۲۰۱۱، در این سمت خدمت کرد.
هالورسن در رأس بنیاد حقوق بشر بارها برای آزادی زندانیان سیاسی چینی از جمله (لیو شیائوبو) لابی و حمایت کرده است. در ۲۰۱۰ هالورسن مهمان ویژه در مراسم اعطای جایزه نوبل به لیو شیائوبو بود که به صورت غیابی برگزار گردید. هالورسن به عنوان حامی رهبر اویغورها (ربیعه قدیر) شناخته می‌شود و تاکنون به شدت از جانب دولت کومینتانگ به دلیل نقض ممنوعیت دیدارهای قدیر به هالورسن انتقاد شده است. هالورسن طی اقداماتی در سطح سازمان ملل متحد برای رسیدگی به نقض حقوق اویغورها در چین فعالیت کرده است.
هالورسن به عنوان منتقد رئیس‌جمهور اوگاندا یووری موسونی و به ویژه تلاش‌های قانونی در اوگاندا برای جلوگیری از مجازات اعدام فعال است. هالورسن منتقد هوگو چاوز است او دربارهٔ یهودستیزی ونزوئلا و حمله به دموکراسی و حقوق فردی در آمریکای لاتین مقالاتی نوشته است. انتقادات هالورسن همچنین متوجه جمهوری خواهان ایالات متحده مانند جک کمپ و همچنین دموکرات‌ها از جمله جان کانیرز و (خوزه سرانو) شده است. او در مجله محافظه کار آمریکایی نشنال ریویو، آگوستو پینوشه را به دلیل نقض حقوق بشر محکوم کرد. هالورسن یک کمپین افشای نقض حقوق بشر توسط رمضان قدیروف رئیس‌جمهور چچن را رهبری کرد.
سایر کمپین‌های حمایتی شامل ریکاردو مارتینلی، رئیس‌جمهور پاناما در مورد نقض آزادی بیان بود. پرونده‌های زندانیان سیاسی در ونزوئلا، ویتنام، کوبا، و بولیوی؛ و همچنین حقوق مدافعان حقوق بشر در کلمبیا بوده است.

## انجمن آزادی اسلو
در ۲۰۰۹، هالورسن گردهمایی جهانی حامیان حقوق بشر را به نام انجمن آزادی اسلو تأسیس کرد. از آن زمان به بعد این گردهمایی سالانه در اسلو برگزار می‌شود. بنابر گفته مجله وایرد، اگر جنبش جهانی حقوق بشر بخواهد نهاد نمایندگی متحد خود را ایجاد کند، چیزی شبیه به انجمن آزادی اسلو خواهد بود.
روزنامه نروژی وردنز گنگ انجمن آزادی اسلو را «تجمع قهرمانان» نامید. اکونومیست آن را «داووس حقوق بشر» می‌نامد. شرکت کنندگان در آن عبارت هستند از نادژدا تولاکونیکوا، پوسی رایت و ماریا آلیوخینا، آلبونا حسین از سودان، آنگ سان سو چی، آی وی‌وی از چین، وائل غنیم)، سازمان دهنده اعتراضات میدان تحریر، جیمی ویلز بنیان‌گذار ویکی‌پدیا، الی ویزل بازمانده هولوکاست، مارینا نعمت از ایران، پیتر تیل، جولین آسانژ، واتسلاف هاول ،گری کاسپارف، لئوپولدو لوپز، برنده جایزه نوبل و لخ والنسا و زندانی سیاسی روسی خودورکوفسکی.

## جوایز و تقدیر
جودیت رودن، رئیس دانشگاه پنسیلوانیا، دستاوردهای هالورسن را با اهدای جایزه سول فاینستون به خاطر حفاظت از گفتار دانشجویی مورد تقدیر قرار داد.
در سال ۲۰۱۰، رهبر رومانی، امیل کنستانتینسکو به یادبود دهمین سالگرد انقلاب رومانی در ۱۹۸۹، مدال نقره ریاست جمهوری را به هالورسن اهدا کرد. وی گفت: من به نمایندگی از کسانی که برای آزادی جنگیدند و جان باختند، این مدال را به بنیان‌گذار انجمن آزادی اسلو تقدیم می‌کنم و به کسانی که اینجا هستند یادآوری می‌کنم که حتی اگر رومانیایی‌ها در حال حاضر از دموکراسی برخوردارند نمی‌توانیم بپذیریم تا زمانی که مردم سایر قسمت‌های جهان در زیر سکوت احساس آزادی کامل نکنند.
در ۲۰۱۸ هالورسن به عنوان رهبری در ایجاد تغییرات مثبت اجتماعی در موزه دروازه هزاره جایزه عدالت هزاره را دریافت کرد، این جایزه قبلاً به رزالین کارتر بانوی اول سابق و به شاهزاده ژان اورلئان، دوفین فرانسه اهدا شد.

## انتشارات
- هالورسن، ثور ال (۱۹۹۶). سیمون بولیوار و روشنگری، دانشگاه پنسیلوانیا.